# Redington Beach
Redington Beach é uma vila localizada no estado americano da Flórida, no condado de Pinellas. Foi incorporada em 1944.

## Geografia
De acordo com o United States Census Bureau, a vila tem uma área de 3,4 km², onde 0,9 km² estão cobertos por terra e 2,4 km² por água.

### Localidades na vizinhança
O diagrama seguinte representa as localidades num raio de 8 km ao redor de Redington Beach.

## Demografia
Segundo o censo nacional de 2010, a sua população é de 1 427 habitantes e sua densidade populacional é de 1 530,5 hab/km². Possui 1 013 residências, que resulta em uma densidade de 1 086,45 residências/km².